# Huso
Huso – rodzaj dużych ryb anadromicznych z rodziny jesiotrowatych (Acipenseridae).

## Rozmieszczenie geograficzne
Do rodzaju należą gatunki występujące w wodach Morza Śródziemnego, Morza Marmara, Morza Czarnego, Morza Azowskiego, Morza Kaspijskiego, Morza Ochockiego i Morza Japońskiego.

## Morfologia
Długość ciała do 800 cm; masa ciała (największa opublikowana) 3,2 t. Pysk duży, półksiężycowatego kształtu, z rostrum zaokrąglonym w przekroju i ze spłaszczonymi wąsikami. Dobrze rozwinięta tryskawka. Przesłonki skrzelowe złączone ze sobą.

## Systematyka
Rodzaj zdefiniowała w 1833 roku para niemieckich zoologów, Johann Friedrich von Brandt i Julius Theodor Christian Ratzeburg, w publikacji własnego autorstwa poświęconej zwierzętom używanym w medycynie. Gatunkiem typowym jest (absolutna tautonimia) bieługa (H. huso).

### Etymologia
- Antacea: etymologia nieznana, autor nie wyjaśnił pochodzenia nazwy rodzajowej[2]. Gatunek typowy (oznaczenie monotypowe): Acipenser huso Linnaeus, 1758.
- Huso: średniowiecznołac. i staro-wysoko-niem. huso ‘jesiotr’[6].

### Podział systematyczny
Do rodzaju należą następujące gatunki:
- Huso dauricus (Georgi, 1775) – kaługa[5]
- Huso huso (Linnaeus, 1758) – bieługa[5]

Według jednej z propozycji opartej na analizach molekularnych do rodzaju Huso należy włączyć kilka gatunków dotychczas zaliczanych do rodzaju Acipenser: 
- Huso baerii –  jesiotr syberyjski
- Huso brevirostrum  – jesiotr krótkonosy
- Huso colchicus – jesiotr kolchidzki
- Huso fulvescens – jesiotr jeziorny
- Huso gueldenstaedtii – jesiotr rosyjski
- Huso naccarii – jesiotr adriatycki
- Huso nudiventris – szyp
- Huso persicus – jesiotr kaspijski
- Huso ruthenus – sterlet
- Huso stellatus – siewruga.